# Port Matilda
Port Matilda és una població dels Estats Units a l'estat de Pennsilvània. Segons el cens del 2000 tenia 638 habitants.

## Demografia
Segons el cens del 2000, Port Matilda tenia 638 habitants, 257 habitatges, i 170 famílies. La densitat de població era de 447,9 habitants/km².
Dels 257 habitatges en un 27,6% hi vivien nens de menys de 18 anys, en un 54,1% hi vivien parelles casades, en un 9,3% dones solteres, i en un 33,5% no eren unitats familiars. En el 30% dels habitatges hi vivien persones soles l'11,7% de les quals corresponia a persones de 65 anys o més que vivien soles. El nombre mitjà de persones vivint en cada habitatge era de 2,48 i el nombre mitjà de persones que vivien en cada família era de 3,08.
Per edats la població es repartia de la següent manera: un 24,9% tenia menys de 18 anys, un 7,2% entre 18 i 24, un 30,3% entre 25 i 44, un 25,1% de 45 a 60 i un 12,5% 65 anys o més.
L'edat mediana era de 35 anys. Per cada 100 dones de 18 o més anys hi havia 93,9 homes.
La renda mediana per habitatge era de 31.932 $ i la renda mediana per família de 37.344 $. Els homes tenien una renda mediana de 29.375 $ mentre que les dones 23.375 $. La renda per capita de la població era de 15.753 $. Entorn del 16,2% de les famílies i el 19,3% de la població estaven per davall del llindar de pobresa.

## Poblacions més properes
El següent diagrama mostra les poblacions més properes.